# Governo Ciolacu I
Il Governo Ciolacu I è stato il ventisettesimo esecutivo della Romania dalla rivoluzione romena del 1989, il terzo della IX legislatura. È entrato in carica il 15 giugno 2023, dopo aver ricevuto la nomina presidenziale, e, in seguito, l’approvazione parlamentare.
In seguito alla formazione del Governo Ciolacu II, si è ufficialmente dissolto il 23 dicembre 2024, nonostante fosse già dimissionario dal 2 dicembre.

## Storia

### Formazione
Esso si è formato come esito di precedenti accordi di coalizione tra le parti, le quali hanno trovato un punto d’incontro su un governo di rotazione: di fatti, al momento del giuramento del Governo Ciucă, come compromesso fu stabilita una rotazione per il 29 maggio 2023, poi posticipata al 1º giugno a causa di scioperi e proteste dei dipendenti pubblici, e ancora al 13 giugno, a causa di colloqui di coalizione dell’ultimo minuto.
Il 12 giugno, dunque, al fine di favorire la formazione del nuovo governo, il precedente Primo ministro Nicolae Ciucă si è dimesso, avviando così il processo costitutivo.
L'Unione Democratica Magiara di Romania, che aveva partecipato alla maggioranza nel precedente governo, ha preferito ritirarsi dall'accordo per via di una diversa ripartizione dei portafogli ministeriali richiesta dal PNL e rifiutata dai vertici del partito rappresentante della minoranza ungherese.
Il governo Ciolacu ha ottenuto il voto di fiducia dal parlamento il 15 giugno 2023 con 290 voti favorevoli e 95 contrari.

### Dimissioni dei ministri del lavoro e della famiglia
Il 4 luglio 2023 polizia e DIICOT realizzarono delle perquisizioni nelle località di Voluntari e Afumați nell'ambito di un'inchiesta volta a verificare diverse strutture per gli anziani in cui gli ospiti erano sottoposti a trattamenti disumani e a tortura, oltre a essere privati di cibo e medicine. Dalle indagini risultò che un'associazione che gestiva due di questi ospizi aveva ricevuto vari appalti dalle direzioni generali per l'assistenza sociale (DGASPC) del Settore 3 di Bucarest e del distretto di Ilfov.
In seguito all'allargarsi dello scandalo "Ospizi dell'orrore" il 13 luglio 2023 il ministro del lavoro Marius Budăi presentò le proprie dimissioni, seguite da quelle del ministro della famiglia Gabriela Firea, il 14 luglio, dopo che la stampa aveva rivelato che vari suoi collaboratori erano indagati nell'inchiesta.
Il 19 luglio furono sostituiti da Simona Bucura-Oprescu (lavoro) e Natalia Intotero (famiglia).

### Elezioni del 2024
L'intesa tra i due partiti di governo fu rinsaldata alle elezioni europee del 9 giugno 2024, quando PSD e PNL concorsero in coalizione, raccogliendo quasi il 50% delle preferenze. Ulteriori candidature congiunte furono presentate in vari collegi anche alle concomitanti elezioni locali.
In prossimità delle elezioni presidenziali, il 7 ottobre 2024, il presidente del PNL Nicolae Ciucă dichiarò che avrebbe rotto l'alleanza con il PSD, ritenuto colpevole di abusi di potere. L'ex premier faceva riferimento ad una recente sentenza della Corte costituzionale che aveva interdetto la partecipazione alle elezioni presidenziali del candidato sovranista Diana Șoșoacă, decisione che secondo Ciucă era stata voluta dal PSD. Nonostante le dichiarazioni, il PNL sarebbe rimasto al governo al fine di «evitare l'escalation degli abusi da parte del PSD».

## Sostegno parlamentare
Il governo Ciolacu I è stato sostenuto da una coalizione formata dal Partito Social Democratico (centro-sinistra) e dal Partito Nazionale Liberale (centro-destra). Al momento dell'investitura la maggioranza disponeva di 188 deputati su 330 (pari al 56,97% dei seggi alla Camera dei deputati della Romania), più 18 in appoggio esterno (pari al 5,45% dei seggi) e di 85 senatori su 136 (pari al 62,50% dei seggi al Senato della Romania).
Al momento del voto di fiducia del 15 giugno 2023, il sostegno parlamentare al governo si poteva riassumere come segue:
| Camera              | Collocazione     | Partiti                                                         | Seggi     |
| ------------------- | ---------------- | --------------------------------------------------------------- | --------- |
| Camera dei deputati | Maggioranza      | PSD (109), PNL (79)                                             | 188 / 330 |
| Camera dei deputati | Appoggio esterno | Minoranze etniche (18)                                          | 18 / 330  |
| Camera dei deputati | Opposizione      | USR (45), AUR (27), UDMR (20), Indipendenti (31)                | 123 / 330 |
| Senato              | Maggioranza      | PSD (47), PNL (38)                                              | 85 / 136  |
| Senato              | Opposizione      | USR (22), AUR (13), UDMR (9), FD (3), Indipendenti (3), PNR (1) | 51 / 136  |

## Composizione
Il Governo è formato da 21 ministri (compreso il Primo ministro), all’incirca divisi equamente tra i due partiti.
     Partito Social Democratico (PSD)
     Partito Nazionale Liberale (PNL)
| Carica                                                              | Titolare                                                 | Titolare                                | Partito |
| ------------------------------------------------------------------- | -------------------------------------------------------- | --------------------------------------- | ------- |
| Primo Ministro                                                      |                                                          | Marcel Ciolacu                          | PSD     |
| Primo Vice Primo Ministro                                           |                                                          | Marian Neacșu                           | PSD     |
| Secondo Vice Primo Ministro Ministro degli affari interni           |                                                          | Cătălin Predoiu                         | PNL     |
| Ministro degli Affari esteri                                        |                                                          | Luminița Odobescu                       | PNL     |
| Ministro della Difesa nazionale                                     |                                                          | Angel Tîlvăr                            | PSD     |
| Ministro delle Finanze                                              |                                                          | Marcel Boloș                            | PNL     |
| Ministro della Giustizia                                            |                                                          | Alina Gorghiu                           | PNL     |
| Ministro del Lavoro e della Solidarietà sociale                     |                                                          | Marius Budăi (fino al 13 luglio 2023)   | PSD     |
| Ministro del Lavoro e della Solidarietà sociale                     | Marian Neacșu (ad interim; dal 13 al 19 luglio 2023)     |                                         | PSD     |
| Ministro del Lavoro e della Solidarietà sociale                     | Simona Bucura-Oprescu (dal 19 luglio 2023)               |                                         | PSD     |
| Ministro dei Trasporti e delle Infrastrutture                       |                                                          | Sorin Grindeanu                         | PSD     |
| Ministro dell'Agricoltura e dello Sviluppo rurale                   |                                                          | Florin Barbu                            | PSD     |
| Ministro dello Sviluppo, dei Lavori pubblici e dell'Amministrazione |                                                          | Adrian Veștea                           | PNL     |
| Ministro degli Investimenti e dei Progetti europei                  |                                                          | Adrian Câciu                            | PSD     |
| Ministro dell'Educazione                                            |                                                          | Ligia Deca                              | PNL     |
| Ministro dell'Energia                                               |                                                          | Sebastian Burduja                       | PNL     |
| Ministro dell'Economia, dell'Imprenditoria e del Turismo            |                                                          | Radu Oprea                              | PSD     |
| Ministro dell'Ambiente, delle Acque e delle Foreste                 |                                                          | Mircea Fechet                           | PNL     |
| Ministro della Salute                                               |                                                          | Alexandru Rafila                        | PSD     |
| Ministro della Ricerca, dell'Innovazione e della Digitalizzazione   |                                                          | Bogdan Gruia Ivan                       | PSD     |
| Ministro della Cultura                                              |                                                          | Raluca Turcan                           | PNL     |
| Ministro della Famiglia, della Gioventù e delle Pari opportunità    |                                                          | Gabriela Firea (fino al 14 luglio 2023) | PSD     |
| Ministro della Famiglia, della Gioventù e delle Pari opportunità    | Bogdan Gruia Ivan (ad interim; dal 14 al 19 luglio 2023) |                                         | PSD     |
| Ministro della Famiglia, della Gioventù e delle Pari opportunità    | Natalia Intotero (dal 19 luglio 2023)                    |                                         | PSD     |
| Segretario generale del Governo                                     |                                                          | Mircea Abrudean                         | PNL     |

## Politiche e provvedimenti principali

### Riduzione dei prezzi di alimenti ed energia
Tra le prime azioni finalizzate alla riduzione dell'inflazione sui generi alimentari, il 30 giugno 2023 il governo emanò un'ordinanza d'urgenza che imponeva dei tetti massimi al ricarico applicato sui prezzi di specifici prodotti agroalimentari da parte di diverse categorie di operatori commerciali. I trasformatori avrebbero potuto imporre un massimo del 20%, i distributori del 5% e i venditori al dettaglio del 20% al netto delle spese. Contestualmente fu varato un piano di sovvenzioni di 600 milioni di euro per i trasformatori sotto forma di garanzie per prestiti e investimenti per la produzione. L'ordinanza, inizialmente prevista per tre mesi, rimase in vigore fino alla fine del 2024 e contribuì alla riduzione dell'inflazione dal 10% del giugno 2023, al 7% del dicembre 2023, al 5,1% registrato nel giugno 2024. Pur in calo, il tasso d'inflazione registrato in Romania rimase uno dei maggiori d'Europa, mentre fra marzo e ottobre 2024 fu per sette mesi consecutivi il più alto al livello dell'Unione europea.
Il primo ministro si espresse più volte sulla possibilità di rimuovere progressivamente il calmiere sul mercato energetico introdotto dal precedente governo, anche su pressione della Commissione europea. Nel marzo 2024 fu abrogata la controversa sovratassazione sull'energia solare prodotta dagli utenti domestici (la cosiddetta "taxa pe soare") e aggiornò lo schema di sostegno per la popolazione. Il governo decise di mantenere il calmiere almeno fino alla primavera del 2025, sostenendo di volere proteggere i consumatori.

### Riforma delle pensioni
Al fine di allineare la legislazione alle richieste della Commissione europea e della Corte costituzionale, il governo e il parlamento presentarono vari emendamenti correttivi alla precedente legge sulle pensioni speciali emanata dal governo Ciucă. Il testo revisionato stabiliva nuovi criteri, inerenti agli anni di servizio e la progressiva crescita dell'età pensionabile, per il pensionamento dei giudici, dei procuratori, dei giudici della Corte costituzionale e dei magistrati dell'Alta corte di cassazione e per la tassazione delle parti contributiva e non contributiva delle pensioni speciali. Il senato approvò il piano l'11 ottobre 2023, mentre la camera il 16 ottobre. La legge fu aspramente contestata dall'opposizione in quanto non risolveva il problema di base dell'eliminazione o della riduzione del numero di percettori delle pensioni speciali.
Il 20 novembre 2023 la camera dei deputati adottò la riforma delle pensioni pubbliche (Legge 360/2023) predisposta dal governo sulla base del sistema contributivo. In base alla legge il punto di base per il calcolo delle pensioni sarebbe cresciuto del 13,8% a partire dal 1º gennaio 2024; mentre a partire dal 1º settembre 2024 i successivi aumenti sarebbero stati ricalcolati per mezzo di una nuova formula che teneva conto del periodo contributivo di ciascuna persona e del tasso d'inflazione. Il diritto alla pensione si maturava dopo un minimo di quindici anni di contributi e l'età di pensionamento sarebbe stata progressivamente portata a 65 anni entro il 2035, sia per gli uomini che per le donne.
Secondo un'analisi di Bloomberg la riforma pensionistica avrebbe avuto un impatto sulla crescita del rapporto deficit/PIL del 5%.

### Economia e finanze
Furono adottati numerosi provvedimenti che incrementarono la pressione fiscale. Il 25 settembre 2023 il governo pose la fiducia su un pacchetto di misure, pubblicate poi sulla Legge 296/2023. Tra queste figuravano:
- L'introduzione di un'imposta dell'1% sul fatturato per le piccole e medie imprese con un fatturato annuale fino a 60.000 euro; oltre questa soglia sarebbe stato applicato il 3%.
- L'introduzione di un'imposta supplementare dell'1% sul fatturato per le società con un fatturato annuale superiore a 50 milioni di euro.
- L'introduzione di un'imposta dell'1% sul fatturato delle banche.
- La revoca dell'esenzione delle imposte sul reddito per i dipendenti del settore informatico, ad eccezione dei redditi mensili sotto i 10.000 lei lordi.
- La reintroduzione del pagamento dei contributi alla cassa mutua (CASS) per i dipendenti del settore agricolo, delle costruzioni e dell'industria alimentare, che erano esentati dal 2019.[42]
- L'Aumento delle accise su alcool e tabacco.
- L'incremento dell'imposta sul valore aggiunto per l'acquisto di nuove abitazioni, abitazioni sociali e pannelli fotovoltaici dal 5% al 9%.
- L'incremento dell'imposta sul valore aggiunto dal 9% al 19% per i prodotti alimentari ad alto contenuto di zuccheri.
- L'incremento dell'imposta sul valore aggiunto dal 5% al 19% per i servizi offerti dalle palestre.
- L'introduzione di una tassa dello 0,3% sugli immobili dal valore superiore a 500.000 euro e sulle autovetture dal valore superiore a 75.000 euro.

Il 13 dicembre 2023 il governo finalizzò un'ordinanza d'urgenza contenente numerose misure fiscali ed economiche. L'impatto sul bilancio stimato dal governo era di 67,1 miliardi di lei (pari circa 13 miliardi di euro) per il 2024. Tra i provvedimenti:
- La maggiorazione dei salari della pubblica amministrazione del 5% a partire dal 1º gennaio 2024.
- La maggiorazione dei salari dei professori del 20% in due scaglioni nel 2024.
- Il congelamento delle assunzioni nella pubblica amministrazione.
- La previsione della sola compensazione con ore libere per gli straordinari realizzati dai dipendenti pubblici.
- La maggiorazione degli indennizzi del 13,8% per invalidi, veterani e vedove di guerra.
- Il blocco all'acquisto di una serie di beni da parte della pubblica amministrazione.
- L'introduzione di variazioni alle sovvenzioni nell'ambito del programma di acquisto di veicoli non inquinanti (programma RABLA).
- Il limite alle operazioni economiche in contanti a 10.000 lei al giorno per persona.

Il 20 dicembre 2023 il parlamento approvò la legge di bilancio per il 2024. Secondo le previsioni dell'esecutivo la Romania avrebbe avuto investimenti per un valore del 7% del PIL, una crescita economica del 3,4% e un deficit pubblico del 5% del PIL.
Malgrado le misure, tra il 2023 e il 2024 il paese si confrontò con un aumento del deficit pubblico (al dicembre 2023 arrivò al 48,8% del PIL, rispetto al 47,5% dell'anno precedente) e una riduzione della crescita del PIL (dal 4,1% del 2022 al 2,1% del 2023). Per evitare ulteriori infrazioni sul deficit eccessivo, il governo quindi ricorse alla riduzione delle spese pubbliche e all'utilizzo del fondo di riserva (fino all'1,5% del PIL). Nel corso del 2024 il deficit pubblico toccò il 50% del PIL, mentre un rapporto del consiglio fiscale reso pubblico nel settembre 2024 rilevò che su base annua avrebbe potuto raggiungere l'8%, a fronte di un 5% previsto dal governo in legge di bilancio. Nel settembre 2024 si trovata al 6,9%.
Per rimediare alla situazione nel settembre 2024 fu adottata un'ordinanza d'urgenza per la riduzione delle spese pubbliche e l'introduzione di un'amnistia fiscale parziale per alcuni soggetti privati, in modo da aumentare il gettito nel breve termine. I contribuenti che avevano debiti nei confronti dello Stato avrebbero beneficiato di un annullamento degli interessi e delle penalità a condizione di sanare la propria posizione entro il 25 novembre 2024.
Nell'ottobre 2024 il primo ministro annunciò di aver trovato un accordo con i rappresentanti della Commissione europea per la riduzione del deficit pubblico con un piano settennale. Secondo il progetto dell'esecutivo sarebbero stati necessari investimenti pubblici massivi negli anni successivi (pari al 7,9% del PIL nel 2025, al 7,7% nel 2026, al 6,6% nel 2027 e di oltre il 5% a partire dal 2028). Il deficit pubblico sarebbe sceso gradualmente al 2,4% solo nel 2031. La Commissione europea approvò il piano il 26 novembre 2024.

### Riforma della pubblica amministrazione
Tra i provvedimenti sottoposti a fiducia nel settembre 2023 figurava la proposta della riduzione del 25% delle funzioni di segretario di Stato, consigliere di Stato, sottosegretario di Stato e vicepresidente in seno al governo. Erano previsti ulteriori tagli su varie posizioni nella pubblica amministrazione locale e dei posti da dirigente (dal 12% all'8% del totale del personale) nelle istituzioni pubbliche. L'applicazione della norma tuttavia nel dicembre 2023 fu prorogata di sei mesi, mentre nel marzo 2024 il governo autorizzò in determinati casi la riduzione dei posti da dirigente al 10% del personale invece che all'8%. Tra le altre misure previste dalla maxiordinanza varata nel marzo 2024 vi erano, oltre alla maggiorazione dei salari dei dipendenti pubblici, ulteriori sovvenzioni nel quadro del programma di sviluppo rurale.
La legge unica sui salari della pubblica amministrazione la cui redazione fu avviata dal ministero del lavoro nel 2023 non fu presentata prima della fine del mandato, nonostante fosse legata alla possibilità di fare richiesta della quarta tranche del PNRR. Le differenze salariali tra i dipendenti dei vari settori pubblici furono causa di diversi scioperi tra l'autunno 2023 (dipendenti delle casse malattia distrettuali, delle direzioni di salute pubblica, degli ispettorati del lavoro e del Consiglio nazionale per lo studio degli archivi della Securitate) e la primavera 2024 (impiegati delle poste). Per far fronte ai costi dei rialzi salariali i ministeri attinsero al fondo di riserva del governo.
Tra le misure previste per l'accesso al PNRR nel 2023 il governo creò l'Agenzia per il monitoraggio e la valutazione della performance delle aziende pubbliche (AMEPIP), che divenne operativa il 6 marzo 2024. Il suo scopo era quello di verificare l'operato delle 142 società gestite dallo Stato.
Nel maggio 2024 il governo approvò un'ulteriore ordinanza per la crescita del 10% dei salari di varie categorie dell'amministrazione pubblica centrale.

### Piano Nazionale di Ripresa e Resilienza
Il 29 settembre 2023 la Romania ricevette la seconda tranche del Piano Nazionale di Ripresa e Resilienza per un valore di 2,76 miliardi di euro, sulla base della domanda formalizzata il precedente 16 dicembre 2022.
La richiesta della terza tranche dipendeva dalla finalizzazione della legge sulle pensioni speciali, che vide la luce nell'ottobre 2023. Il governo poté quindi presentare la domanda alla Commissione europea il 15 dicembre 2023. Le autorità di Bruxelles tuttavia rilevarono la mancata realizzazione di vari obiettivi concordati, tra i quali la professionalizzazione e la trasparenza nell'assegnazione delle funzioni dirigenziali nelle aziende pubbliche.
Visti i ritardi da parte della Romania, a fronte di una richiesta di 2,7 miliardi di euro, il 15 ottobre 2024 la Commissione europea annunciò che avrebbe approvato solo parzialmente il pagamento della terza tranche del PNRR. Tra i motivi invocati dagli ufficiali europei vi fu la mancata implementazione di un processo trasparente di nomina degli amministratori delle aziende statali tra le quali la CFR, Metrorex e Nuclearelectrica. Ulteriori problematicità furono rilevate nei settori dei trasporti e della tassazione delle piccole imprese.
La richiesta della quarta tranche era subordinata al varo della legge sui salari della pubblica amministrazione, che non sarebbe stata realizzata nel corso del 2024.

### Politica estera

#### Ingresso nell'area Schengen
Nel dicembre 2022 l'Austria aveva posto il veto sull'adesione di Romania e Bulgaria all'area Schengen. Il 27 dicembre 2023 il ministro degli interni romeno Cătălin Predoiu annunciò di aver trovato un accordo con gli altri due paesi per l'estensione dello spazio Schengen per le sole frontiere aeree e marittime a partire dal marzo 2024, mentre nel corso dell'anno sarebbero state intavolate le trattative per l'allargamento ai confini terrestri.
Il 30 dicembre 2023 il Consiglio dell'Unione europea deliberò all'unanimità la decisione di rimuovere i controlli doganali aeroportuali e portuali con Romania e Bulgaria a partire dal 31 marzo 2024.
Il governo continuò a sostenere la propria posizione in seno alle istituzioni europee. Il 10 ottobre 2024 il Consiglio Giustizia e Affari interni rilasciò un comunicato in cui affermava che la data in cui Romania e Bulgaria avrebbero aderito pienamente allo spazio Schengen sarebbe stata oggetto di una nuova consultazione fra gli Stati membri, rimandando la decisione ai mesi successivi. L'Austria rinunciò alla propria opposizione, mentre il Consiglio Giustizia e Affari interni del 12 dicembre 2024 ratificò la piena adesione di Romania e Bulgaria all'area Schengen a partire dal 1º gennaio 2025.

#### Visa Waiver Program
Nell'ambito dei negoziati per l'adesione della Romania al Visa Waiver Program per facilitare l'ingresso negli Stati Uniti da parte dei cittadini romeni, il governo varò diversi provvedimenti richiesti dalla controparte in tema di migrazione. Tra questi l'implementazione di criteri tecnici per il rafforzamento dei controlli frontalieri e il trattamento dei dati biometrici.

#### Rapporti con l'Ucraina
In continuità con la politica del precedente governo, la Romania sostenne la posizione dell'Ucraina nel contesto del conflitto con la Russia. A tal proposito nel settembre 2023 il parlamento approvò la donazione a Kiev di un sistema di difesa antiaerea Patriot.
Per placare le proteste degli agricoltori locali, il governo tuttavia emanò un'ordinanza d'urgenza che regolamentava il transito in Romania dei prodotti cerealicoli dall'Ucraina e poneva limiti alla loro importazione.
Nel 2023, nell'ambito della riunione del 14 e 15 dicembre della Convenzione sulla valutazione dell'impatto ambientale in un contesto transfrontaliero, i ministri dell'ambiente di Romania e Ucraina giunsero ad un accordo riguardante i lavori intrapresi da Kiev su un affluente del Danubio. Il progetto ucraino di allargamento del Canale di Bystroe era stato contestato dalla Romania nel 2004 a causa dei potenziali impatti ambientali sul delta del Danubio e nel 2023 fu oggetto di critiche da parte del ministro rumeno dei trasporti Sorin Grindeanu. L'incontro ratificò la decisione di rispettare i regolamenti della convenzione e l'accordo siglato dai due paesi il precedente 18 novembre 2022.

#### Riforme per l'adesione all'OCSE
Tra i punti del programma di governo figurava l'adesione della Romania all'Organizzazione per la cooperazione e lo sviluppo economico. Il paese, candidato all'ammissione dal gennaio 2022, il 24 luglio 2023 presentò lo strumento di ratifica della convenzione contro la corruzione dell'OCSE. A tal fine sul piano legislativo il governo avviò delle riforme per la governance delle aziende pubbliche, le politiche fiscali, il sistema previdenziale e altri settori.